# Jour (unité de superficie)
 (mars 2025).
Si vous disposez d'ouvrages ou d'articles de référence ou si vous connaissez des sites web de qualité traitant du thème abordé ici, merci de compléter l'article en donnant les références utiles à sa vérifiabilité et en les liant à la section « Notes et références ».
Pour les articles homonymes, voir Journal (homonymie) et Jour (homonymie).
Le jour ou journal, également appelé la journée, le journal, le journel ou journeau… suivant les régions, représente une ancienne unité de mesure agraire de superficie. Ce terme faisant référence à une surface arpentée peut aussi qualifier une opération unitaire, un travail précis ou une ouvrée, ce qui souligne la maîtrise technique précise de l'espace et du mouvement par le monde paysan.

## Valeurs admises
Jour, journée ou journal correspondent à l'évolution de la jugère, mesure d'arpentage employée à l'origine dans le monde gréco-romain, soit environ un quart d'hectare à l'époque antique.
Durant la période médiévale, les modalités de l'arpentage, nécessaire à l'affirmation de la propriété foncière, ont varié, et de multiples et petites variantes sont apparues selon les espaces ethniques et politiques. En pays de montagne, la culture contrainte en terrasses aménagées a sensiblement réduit la superficie pratique du jour,  comme en plaine la culture difficile de terres très lourdes, alors que des terres relativement légères et relativement planes subissaient un arpentage à maille plus grande.
Le travail des champs avec attelage ou les tâches spécifiques dans les prés ou la vigne ont également des "journaux" ou "jours" divers, variables selon les régions ou parfois les petites contrées paysannes. En particulier, dans le royaume de France :   
- Le jour(nal) de bœuf correspond grosso modo à la jugère antique et à l'évolution décrite ci-dessus.
- Le journal avec un cheval pouvait représenter jusqu'à 5 000 m2, soit 50 ares, soit parfois plus.
- Le jour(nal) de vigne représentait de manière approchée environ 5 ares, le plus souvent entre 4 et 6 ares.
- Le jour(nal) de fauche correspond grosso modo à la jugère antique et à son évolution
- Le devez arad en breton, traduit en journée de charruage, équivaut à près de 50 ares ; dans le français de Basse-Bretagne il est devenu le journal de terre.

Les différentes valeurs foncières des prés et des champs, des vignes et des prairies humides, suivant les contrées ont eu un impact sur les variations complexes de l'arpentage des jours et journaux correspondants.

## Glossaire Du Cange
Le terme jornale, jornalis est polysémique. Le latiniste Du Cange distingue quatre significations principales dans son glossaire :
- i) D'un point de vue agraire, il s'agit du jour ou de la journée de terre, héritière du jugère antique. Le vocabulaire synonyme est prolixe : jornarium, jornata, jornalata, jornamentum, avec les variantes jurnale, jurnalis, jornellis, jornellus, journale, jorneus, jornelum.... Tous ces mots sont souvent dits équivalents à jugerum, arpennis et acra, soient le jugère antique, l'arpent gallo-romain ou l'acre. Le jornale est assimilé au jour de bœuf ou à la jugère médiévale. Dans les variantes citées, il est facile de retrouver ce qui engendre les anciennes unités de superficie agraire que sont le jour, la journée, le journal, le journel... de terre.
- ii) Concernant le travail agricole en général, le jornale est devenu une tâche préalablement normée ou définie, à accomplir, en particulier un travail contraint de type corvée, c'est-à-dire la corrugata opera soit le travail après appel, exigé par un maître, parfois dit aussi corvatae.
- iii) la durée du jour ou la journée de l'aube au crépuscule. Les mots jornata et jorneia sont synonymes. Par extension sémantique, cela s'applique au travail diurne. Le verbe jornalere signifie "travailler de jour, travailler à la journée (avec ou sans rétribution)", d'où provient le verbe ancien français journoier, signifiant "travailler de jour (jornéer), faire son labeur (labour) ou son travail quotidien. L'ancien et le moyen français semblent distinguer les ouvriers journéeurs, c'est-à-dire requis ou employés durant la journée, des autres journaliers, attachés à une tâche précise et définie.
- iv) le jornale peut être enfin un livre ecclésiastique, une sorte de bréviaire rédigé par un clerc ou un moine lettré, où se consignent les choses quotidiennes, se conjuguent les faits et anecdotes du quotidien. Un mot synonyme plus officiel est jornarium. Ce diurnal ou écrit relatant le jour, ce journet ou petit journal est l'ancêtre du mot journal en français moderne.